# Burin
Pour les articles homonymes, voir Burin (homonymie).
Un burin désigne une forme métallique rigide, allongée, parfois arborant un embout biseautée, pointu ou coupant, qui peut être habilement forcée ou percutée pour marquer, graver, enfoncer, creuser, percer, couper, sectionner etc., bref "buriner la matière" à l'époque moderne. Le burin de la forge est un ciseau d'acier dur, sans manche, qui sert à buriner dans le matériau ou la pièce en fer, à le couper à froid. C'est avec ce burin ou un autre outil à buriner de conformation variable, sur lequel le febvre ou ouvrier du métal d'autrefois, forgeron, mécanicien ou serrurier, métallurgiste finisseur d'armes blanches ou de bayonnettes, voire le ciseleur, l'émailleur etc. applique une force et/ou frappe avec un marteau, qu'il est possible d'enlever dans les opérations d'ajustage, les parties qu'il serait trop long ou trop difficile d'attaquer avec la lime, précise Pierre Larousse.

## Définitions et descriptions
Le burin est, selon Henry de Graffigny, au delà du ciseau d'acier trempé dur et sans manche précédemment décrit apte à couper les métaux, un "outil formé d'une tige d'acier de section quadrangulaire employé par les graveurs sur métaux, sur bois et sur pierre". La forme choisie et le mode d'emmanchement diffèrent suivant le travail à exécuter.
Le ventre représente la partie tranchante d'un burin.
Louis Knab, ingénieur des Arts et Manufactures, contributeur de la Grande Encyclopédie de Marcellin Berthelot décrit un outil en acier, tranchant à l'une de ses extrémité, offrant des emplois variés et à usage commun dans les travaux mécaniques. Le tranchant du burin doit montrer une grande résistance, la réussite de la trempe est primordiale. L'outil est d'abord trempé à haute température, avant d'être recuit lentement à la couleur jaune pâle, et finalement retrempé. Un bon burin doit être affûté douze à quinze fois avant d'être reporté à la forge. L'inclinaison du biseau d'un burin de forge doit être idéalement de 40°, ce biseau étant parfaitement droit, tant dans le sens de la longueur diagonale du losange que dans celui de la plus courte diagonale qui court à angle droit.
La surface extérieure des pièces métalliques est dégrossie par les ajusteurs, qui se servent du burin dont le tranchant est parallèle à la largeur, pour enlever de grandes quantités de matière. La surface est dressée d'abord avec le bédane en pratiquant une série de rainures, puis la matière est ôtée avec le burin, frappé avec un marteau à l'autre extrémité que celle du tranchant. Ce labeur s'effectue à sec pour la fonte, le bronze, le laiton, le cuivre rouge etc. Par contre, le dressage de surface de fer et d'acier nécessite que l'opérateur recouvre préalablement d'une fine pellicule d'huile le tranchant. Il existe des burins carrés, ronds, elliptiques ou encore d'autres formes variées pour tourner le fer et l'acier. Dans ce dernier cas, l'opérateur se sert plus souvent du côté que de la pointe.
Les graveurs ont à leur disposition une large panoplie de burins. Il existe d'abord sous ce nom générique une série de petits outils venant de l'atelier du graveur sur bois, burins en losange, burins elliptiques formant ogive du côté de la pointe ou burins échoppes, nommés "langue de chat" etc. Les graveurs emploient diverses sortes de gros burins, selon la tâche à exécuter : le burin grain d'orge, le burin carré etc. Le burin grain d'orge, qui sert à faire des tailles fines et profondes, est moins usité que le burin carré, qui en fait de plus larges et moins creuses. Le burin grain d'orge est aussi plus cassant que ce dernier, car sa pointe taillée plus ou moins obliquement de façon à présenter un losange beaucoup plus allongé, est plus fragile et facile à casser.
Louis-Benjamin Francoeur définit, vers 1833, le burin des graveurs sur métaux, généralement emmanché dans un petit morceau de bois, comme l'instrument d'acier de qualité employé pour graver sur le cuivre, l'or, l'argent, sans oublier les autres métaux. Les meilleurs burins, dévoilant un grain fin, une couleur cendrée, et nécessairement obtenus par une trempe de qualité, proviennent de l'Angleterre. Sa forme métallique classique est alors un prisme allongé, à base carrée ou en losange, longue d'environ 4 à 5 pouces, soit 10 à 14 cm. L'épaisseur est fonction des usages : elle peut varier de 2 mm jusqu'à 4 ou 5 mm. S'il est trop délié ou trop fin, l'outil est facile à casser. Le graveur aiguise un burin sur la pierre, d'abord par son extrémité où il présente une facette oblique à l'axe, puis enfin sur les deux faces longitudinales qui forment la pointe, seulement pour enlever le morfil. Le burin des graveurs métalliques, tenu dans le creux de la main par le bout convexe du manche, doit être presque couché sur la planche. Les doigts du graveur saisissent sa tige d'acier, de manière que l'index appuie sur l'arête opposée à la pointe, et puisse conduire avec précision ladite pointe sur les traits préalablement marqués sur le métal à graver.
Pour le monde ancien des carriers et des mineurs, le burin est une grosse barre dont l'ouvrier se sert pour forer les roches, avant de les disloquer avec une barre à mine au long des fentes ou failles à cassure plus fragile ou à défaut y introduire un explosif ou mine.

### Origine du mot
Le terme burin, issu de l'italien ancien burino vers 1420, ne semble point provenir du monde paysan, du moins de celui des rivages atlantiques de l'Europe occidentale. Les artisans bourguignons l'empruntent à l'efflorescence artistique du "Quattrocento" italien pour désigner une gamme d'outils en acier, employée pour graver sur les métaux. Albert Dauzat en accord avec le Französisches Etymologisches Wörterbuch reprend une origine lombarde, issu du mot dialectal longobard "boro" signifiant forêt, dont la racine est proche de celle du verbe allemand moderne "bohren" au sens de "creuser, percer". Le verbe "buriner", cité par Joachim du Bellay en 1558, semble commun dans les Beaux-Arts. Les mutations techniques du Grand siècle en font le banal outil d'acier, dont l'une des extrémités taillée en biseau permet de couper ou graver les métaux ou le bois : en 1676, le dictionnaire de Félibien peut le définit comme un ciseau d'acier pour couper les métaux et Antoine de Furetière en 1690 rappelle le sens métonymique : "un bon burin" qualifiant autant la touche fine d'un graveur que ce dernier artiste. Au siècle suivant, le dictionnaire posthume de Richelet en 1705 le définit dans l'art dentaire, celui du Trévoux vers 1740 en serrurerie, voire en 1771 dans le registre de la marine, les "burins associés aux "tappes" pour calfater les navires.

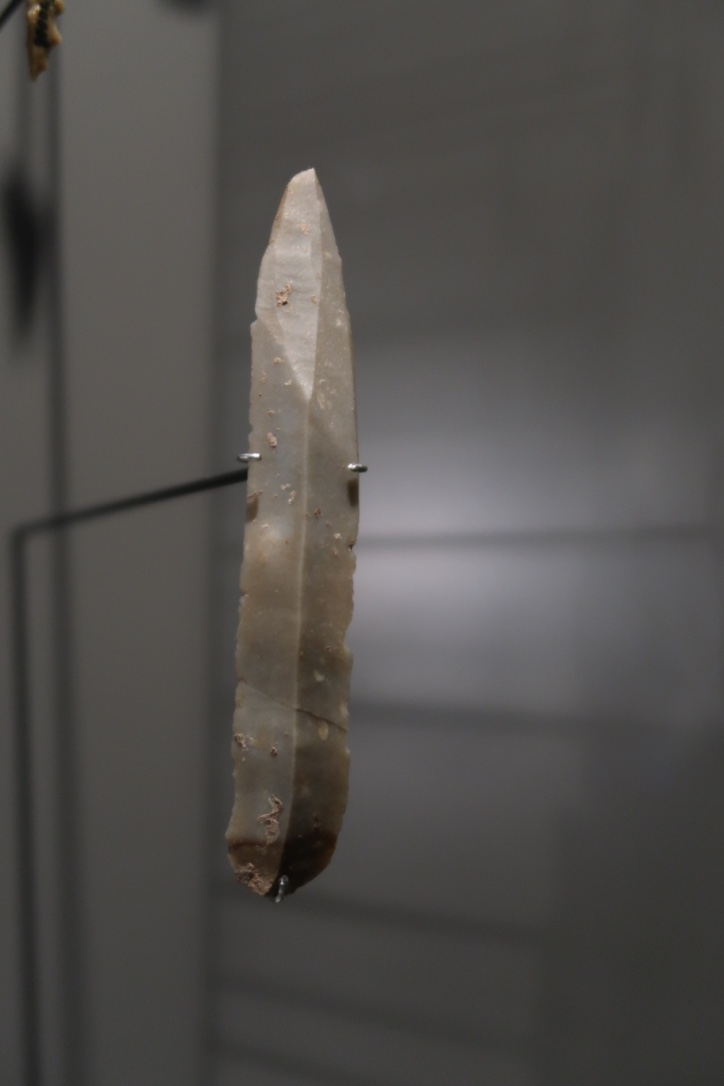
Burin paléolithique d'il y a 15000 à 1200 ans, trouvé dans la grotte de La Roche, à Lalinde, exposé au Musée des Confluences à Lyon, 2019
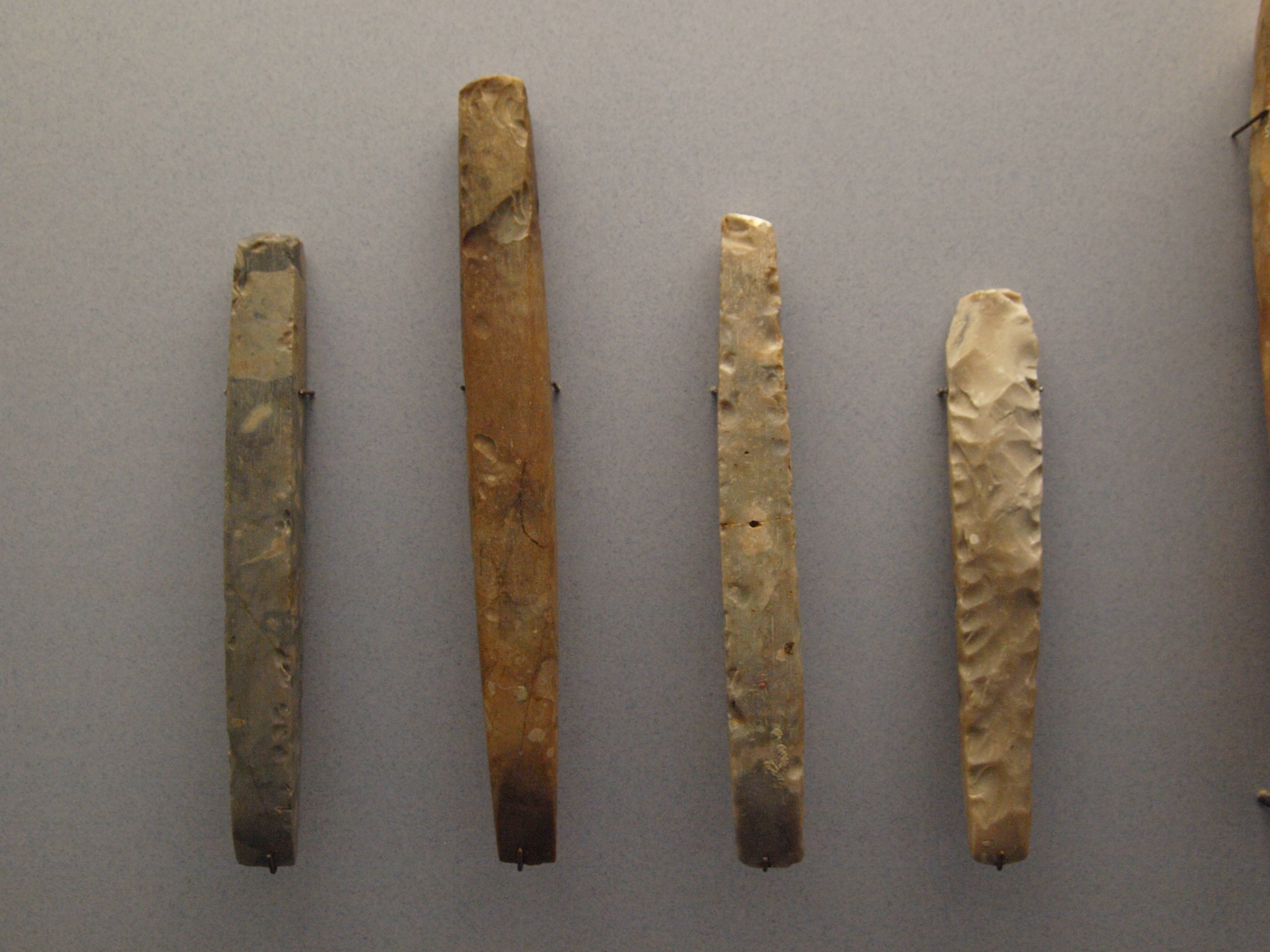
Collection de burins en silex taillé et poli, Néolithique du Schleswig-Holstein, Musée archéologique du château de Gottorf, 2011.
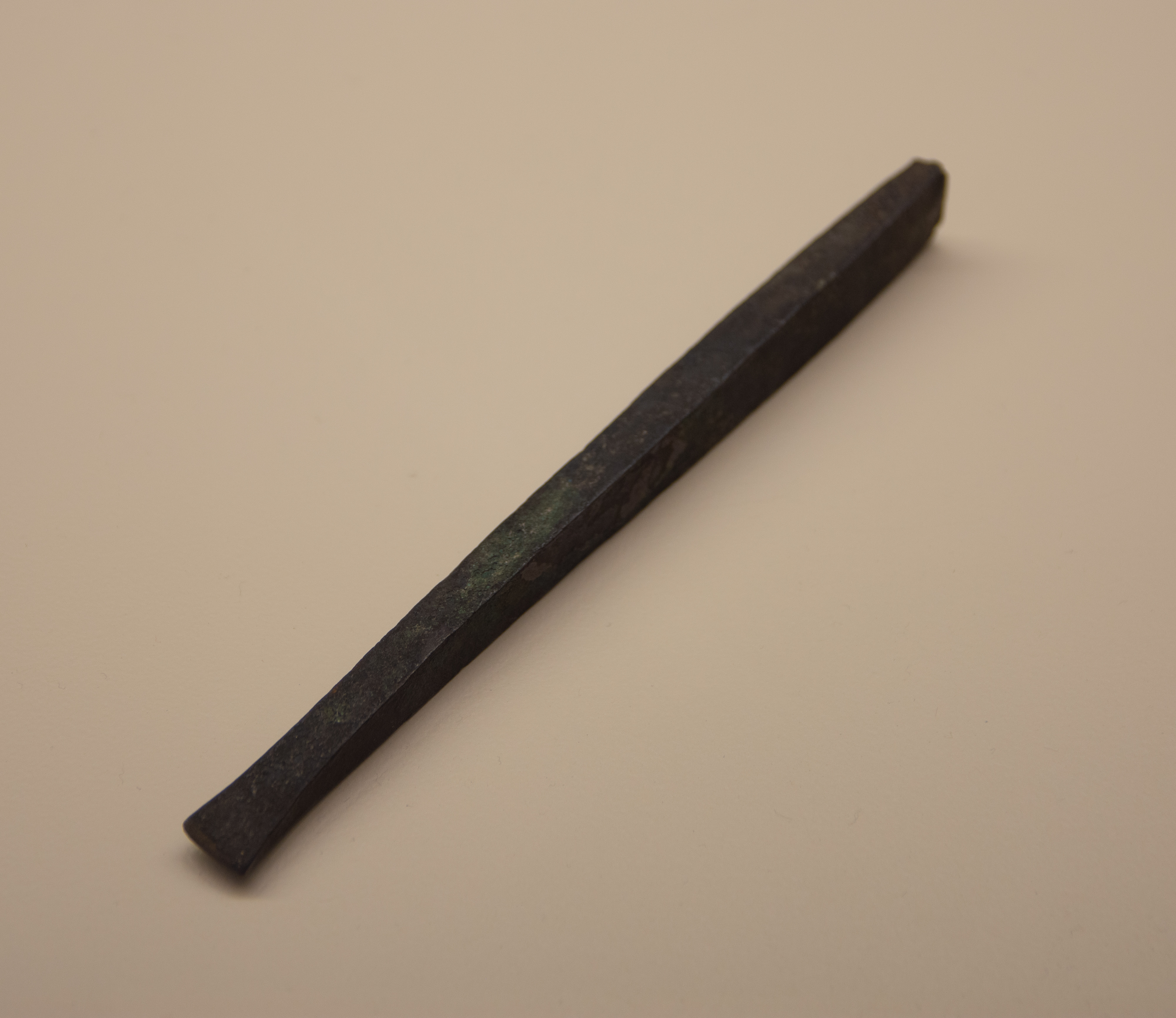
Burin de bronze antique, forme extraite de la Sierra Elvira près de Grenade, Musée national archéologique d'Espagne, 2022
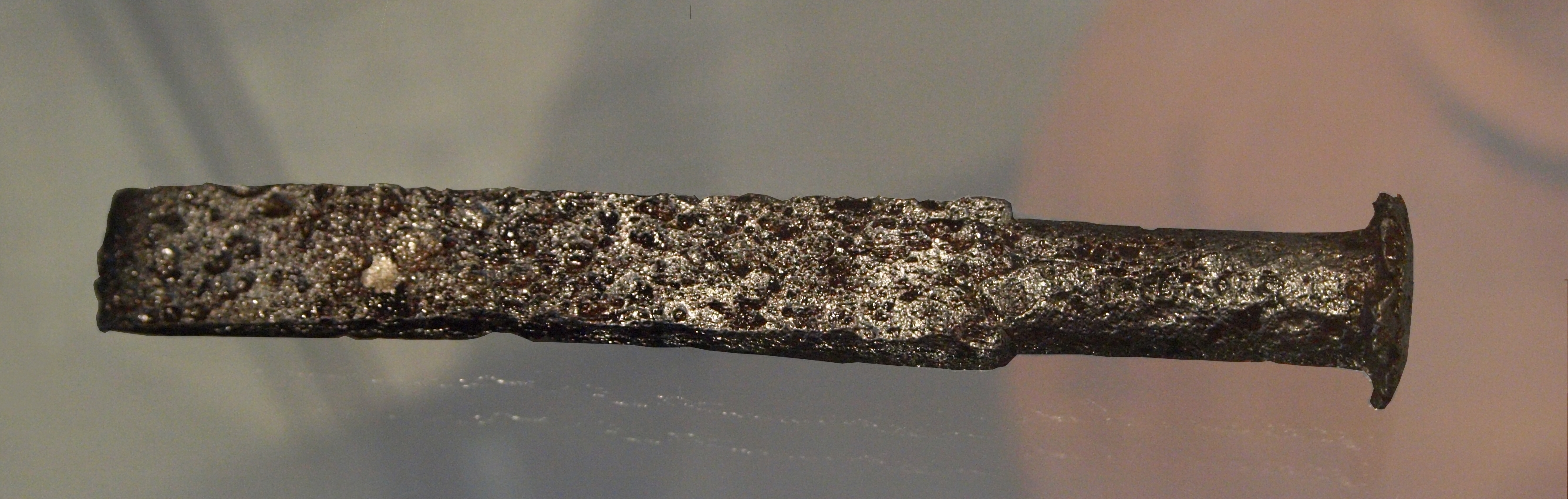
Burin antique mis au jour à Ratisbonne, probable fin du premier Empire romain.

Par analogie morphologique, le mot a également été utilisé pour désigner un outil de pierre taillée préhistorique. Dans la marine, le burin est demeuré un morceau de bois dur de forme conique, qui sert à unir, de manière momentanée ou précaire, deux cordages, après avoir passé l'œil de l'un dans l'œil ou la corne de l'autre. Des burins servent encore à ouvrir ou élargir les bagues et les estropes, tout en étant utiles à divers travaux de voilerie.

## Variétés anciennes et actuelles de burins
Le catalogue "Aux forges de Vulcain" au début du XXe siècle présente des outils de forge, burins et bédanes, en acier fondu supérieur de 10 cm à 30 cm de longueur, avec une taille accessible tous les deux centimètres. Si la zone de percussion par la masse ou marteau est similaire, l'embout est après un élargissement, plat et biseauté pour le burin, à taillant plus large et épais et diversement triangulé avant le biseau. Il existait dans le même catalogue des burins et bédanes de mécaniciens, en acier supérieur fondu, assez épais, commercialisés autrefois, tous le deux centimètres, de 10 cm à 30 cm de longueur globale. Le bédane arbore un embout triangulaire émoussé, alors que le burin garde son embout plat. Les embouts ne sont ici nullement biseautés.

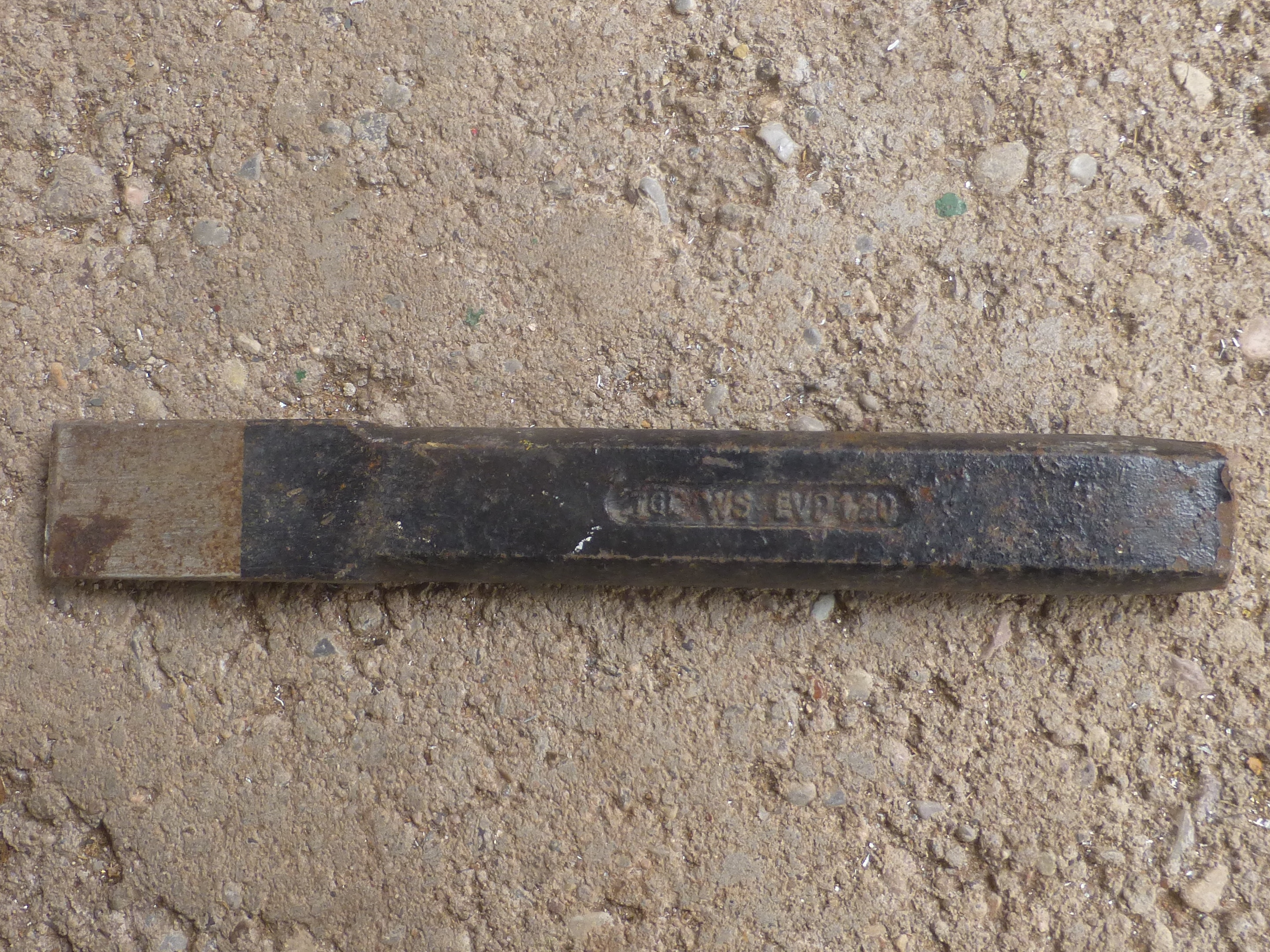
Petit burin en acier, de marque MWM Smalcalda, EVP 1,80, VEB Werkzeugkombinat Schmalkalden de l'ancienne République démocratique allemande ou RDA, 2023.
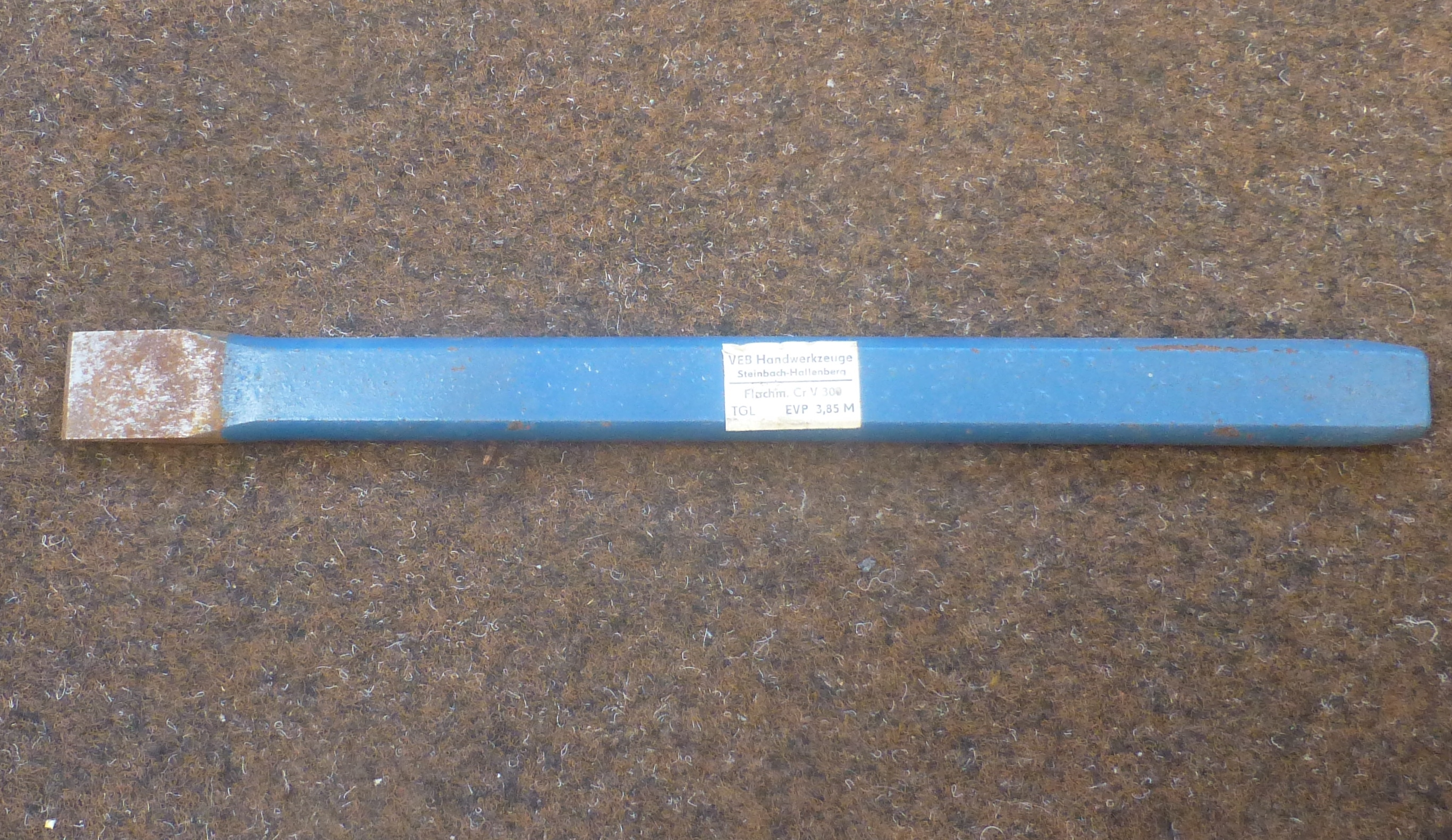
Vieux burin de forge en acier chrome vanadium, outillage peint en bleu, pour ne pas être égaré, et marqué VEB Steinbach-Hallenberg, ancienne usine industrielle de la RDA, 2023.
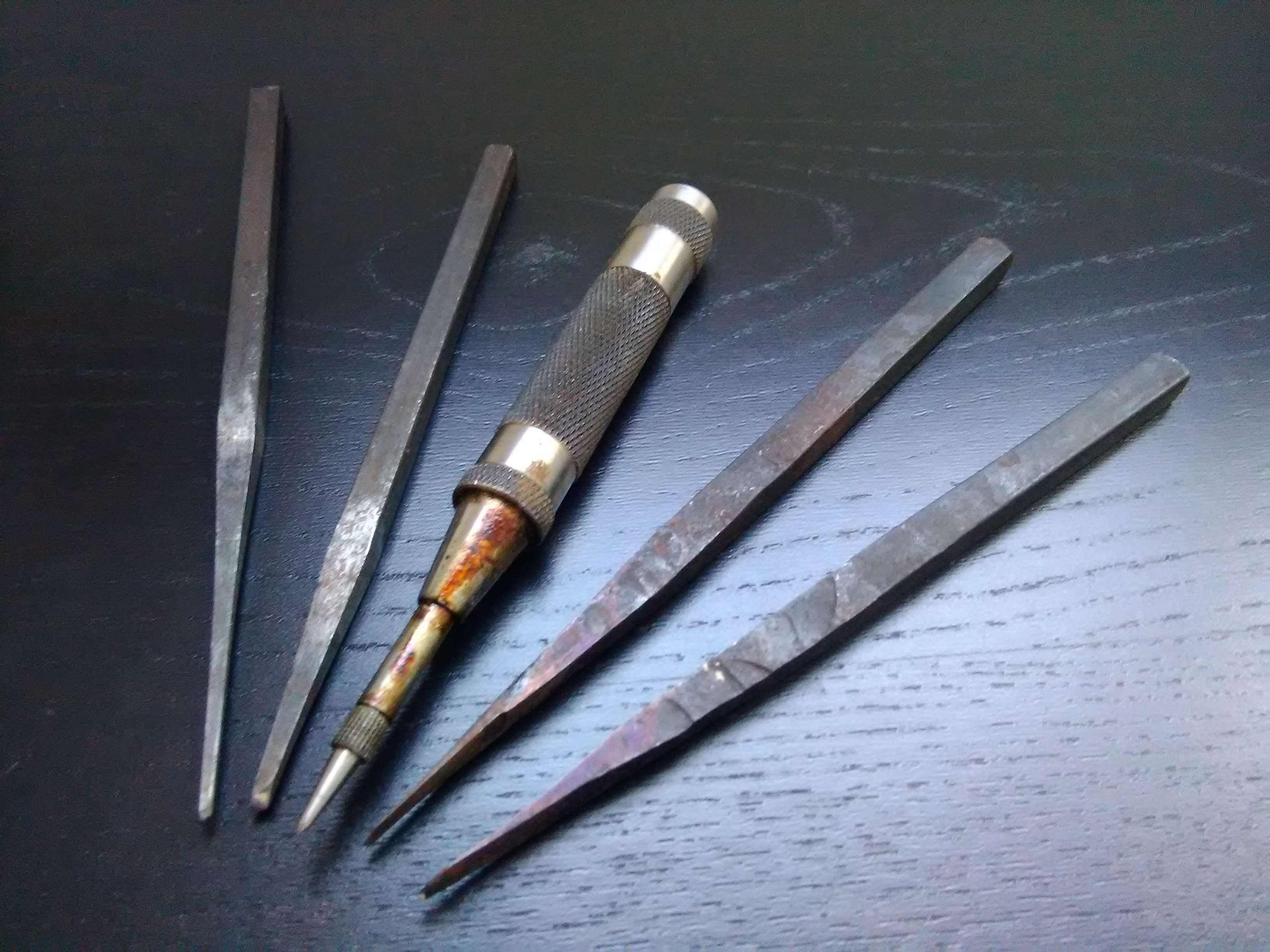
Cinq outils usagés (burins fins entourant une gouge ronde) du graveur basque de pierres tombales et de croix ouvragées, Armando Gorosabel Amuategi de Eibar, 2019.
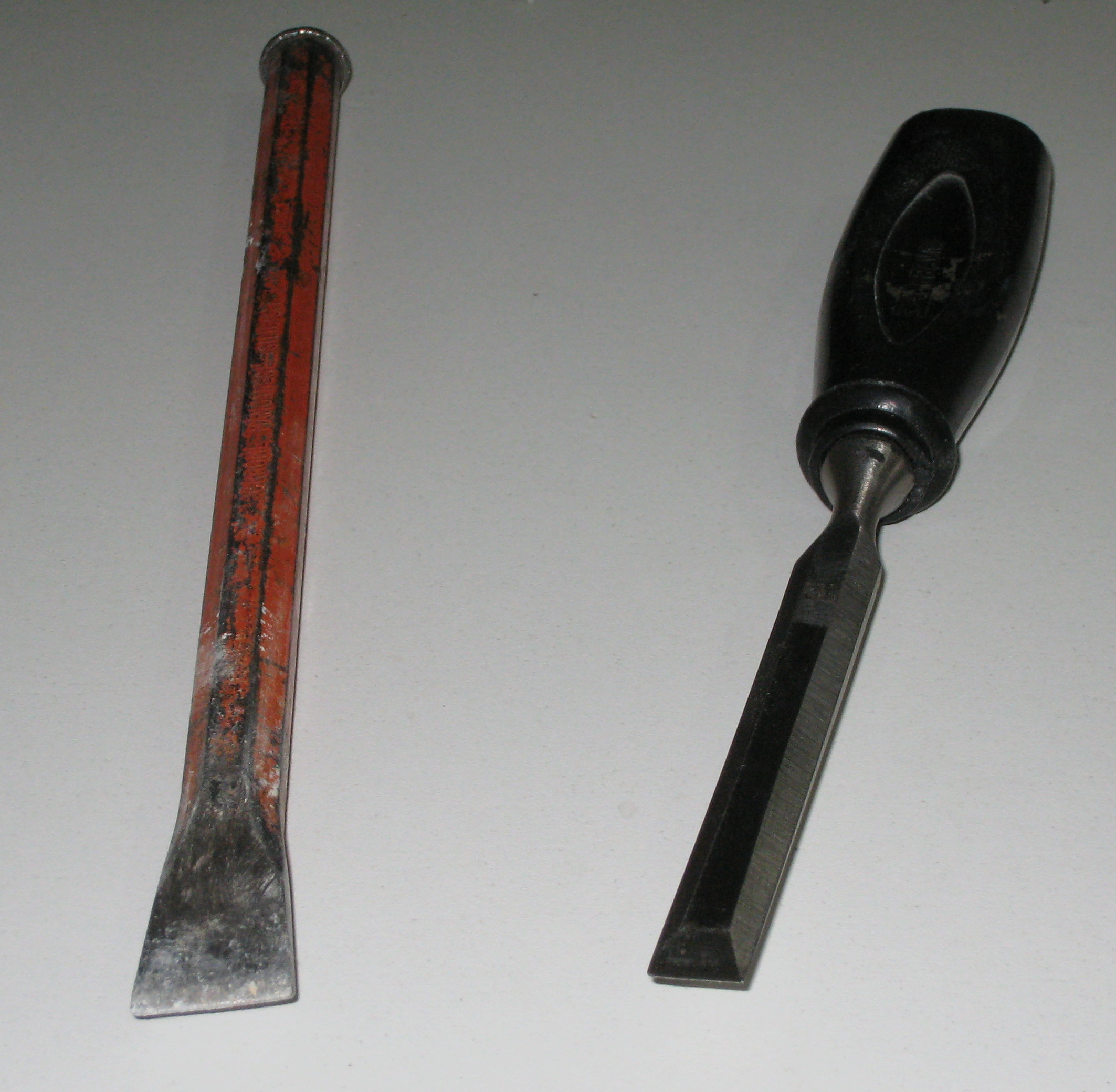
En rouge ou à droite, un burin que le maçon frappe au marteau, et foncé ou noir à gauche, un ciseau manié par le sculpteur sur bois, 2007[14].
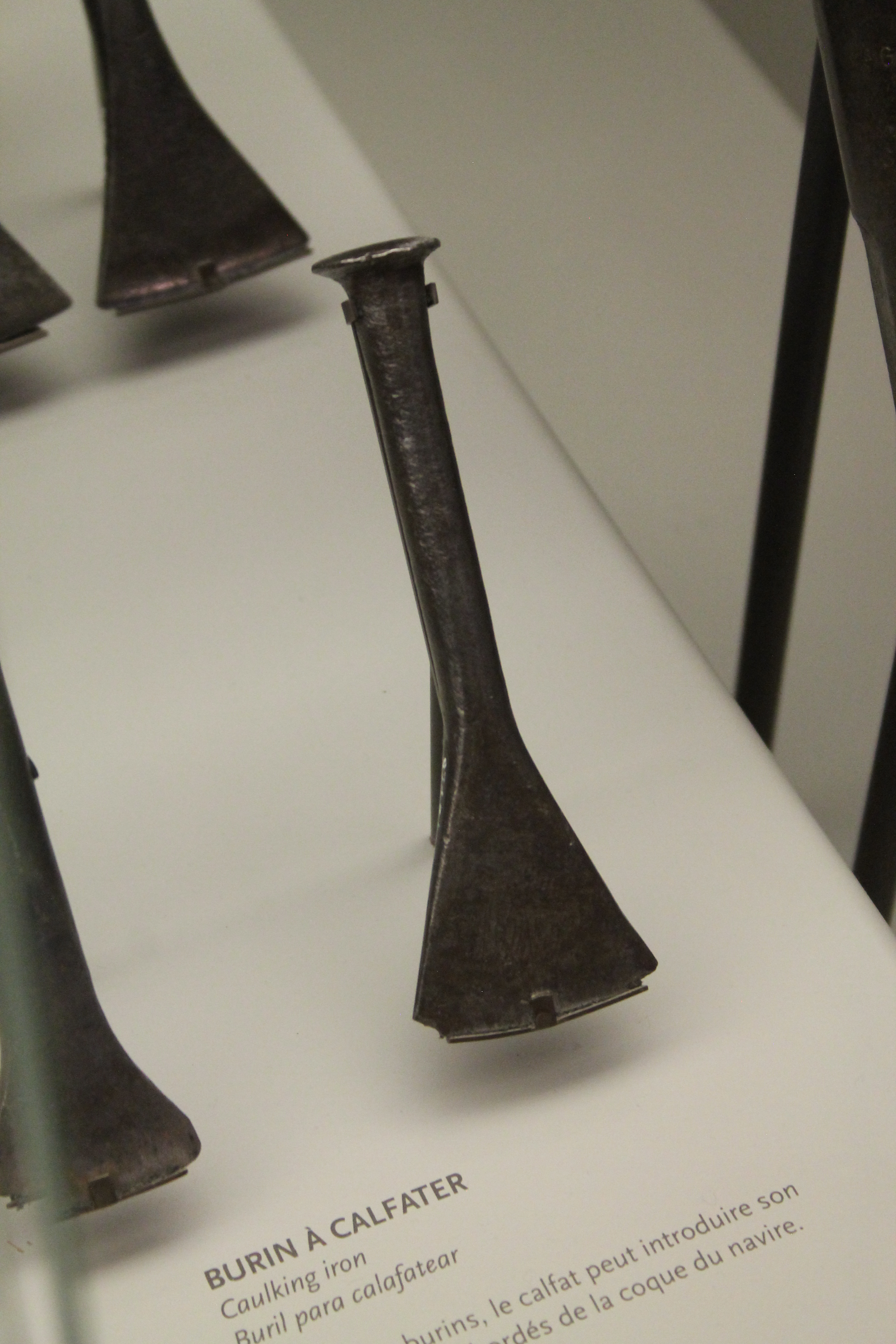
Burin de l'ouvrier calfateur, Musée d'histoire au château des Ducs de Bretagne, à Nantes, 2021.
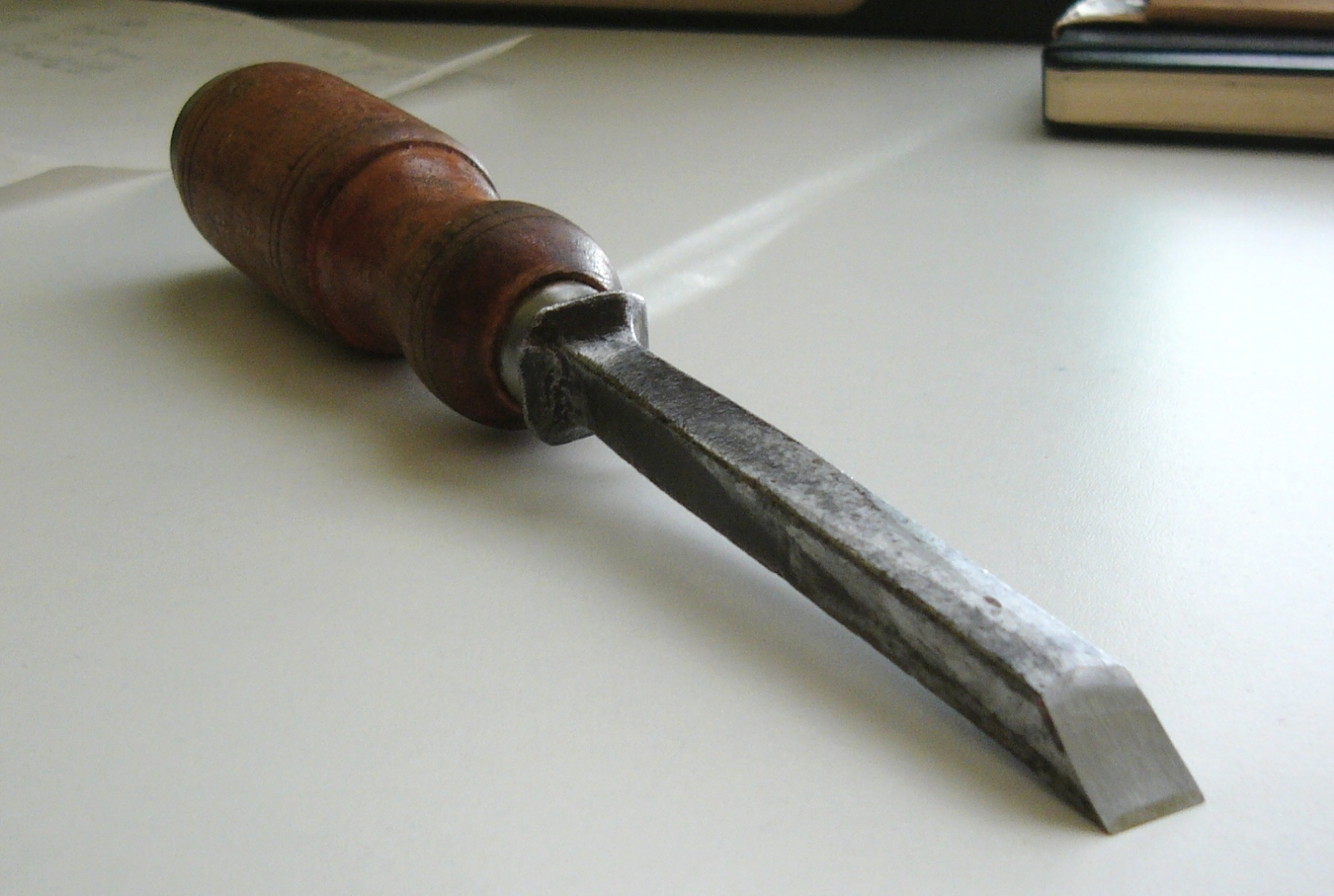
Ce ciseau à bois à mortaiser néerlandais paraît un montage bricolé, association d'un manche en bois comportant une tige d'acier, implantée dans l'axe central du burin et ce burin en métal, dont l'embout réduit est sectionné à l'oblique, pour générer un solide tranchant asymétrique.

En serrurerie, le burin correspond à un ciseau d'acier à deux biseaux, qui sert à couper le fer à froid. Il y en a en bec d'âne, à grain d'orge, à gouge etc. La langue de carpette est un burin spécifique employé par le serrurier. L'onglet est un petit burin plat, à face taillée en losange, commun en serrurerie.
Le boutereau est le burin du cloutier. L'horloger utilise le crochet, une sorte de burin pour creuser les pièces sur le tour. La guilloche est une sorte de burin manœuvré à la main ou au marteau, pour faire des guillochures. Les guillochures, aussi nommées guillochis ou guillochage, représentent des ornements composées de lignes ondées, parallèles et symétriques, exécutés sur des pièces d'orfèvrerie.
Le grain d'orge, employé en menuiserie et en mécanique, est une espèce de burin à pointe biseautée. Des burins à déballer, en acier octogone, de la marque Sorby, à embout rectangulaire non biseauté  sont proposés par le catalogue "Aux Forges de Vulcain", à côté de pinces Monseigneur et de pinces à déballer fourchues. Contrairement aux pinces pouvant conçue pour coincer, accrocher et faire levier, le burin analogue à une tige droite doit être frappé par le menuisier déballeur.
Un burin spécifique sert à confectionner les molettes, qui permettent la reproduction des dessins à imprimer sur les étoffes. Il reste fort variable selon les dessins à reproduire sur les textiles.
Le terme « burin » désigne ainsi, aujourd'hui encore, différents outils utilisés dans des domaines variés tels que la gravure, la maçonnerie, le travail du béton ou la démolition, la pose/dépose de carrelage, la sculpture, la taille de la pierre, la carrosserie  ou l'usinage dans la mécanique. Il est également employé en chirurgie pour désigner un instrument à extrémité biseautée tranchante destiné à entailler l'os.

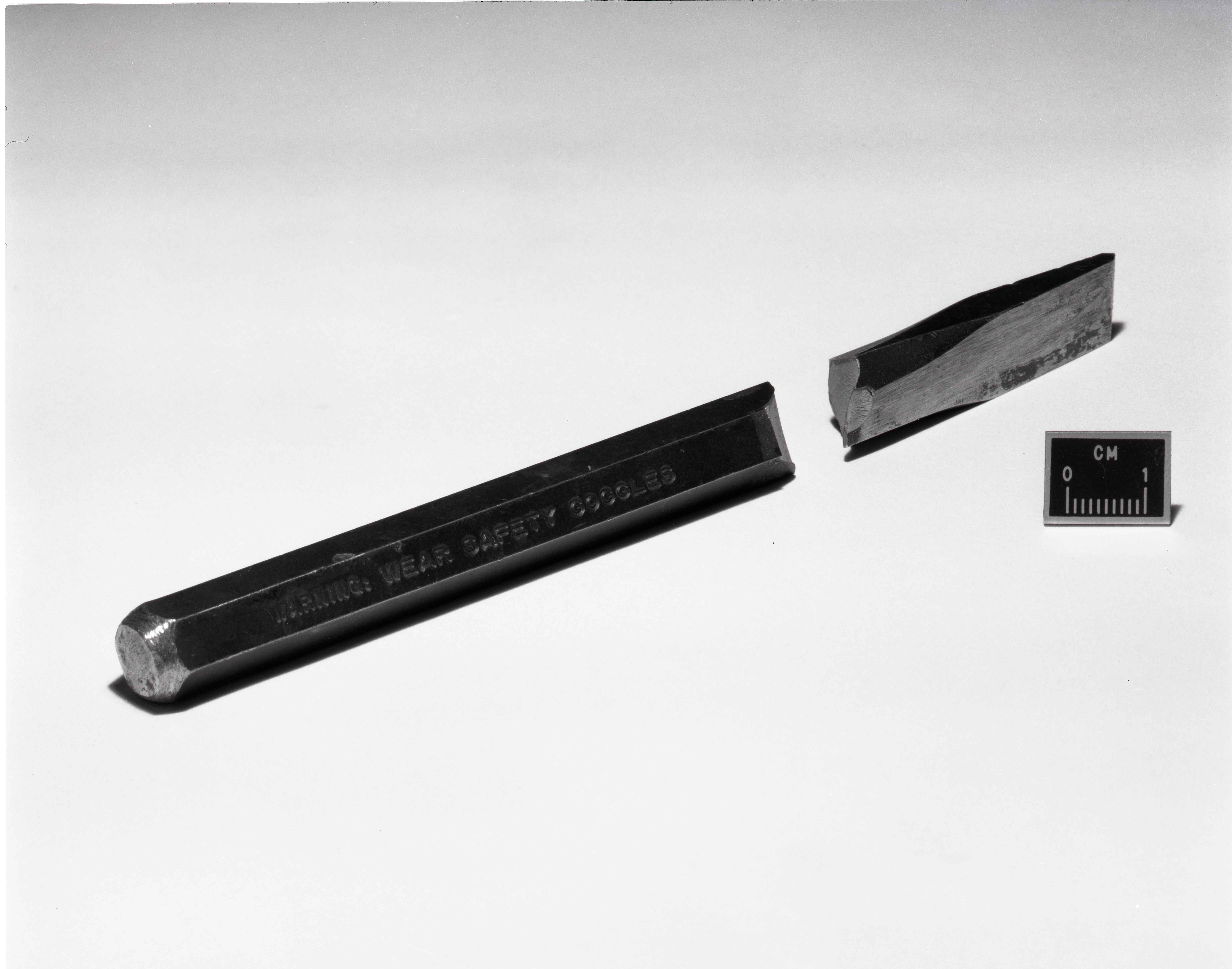
Burin en acier à la pointe brisée en juin 1978, Archives nationales at College Park, MD, NASA, 1999.
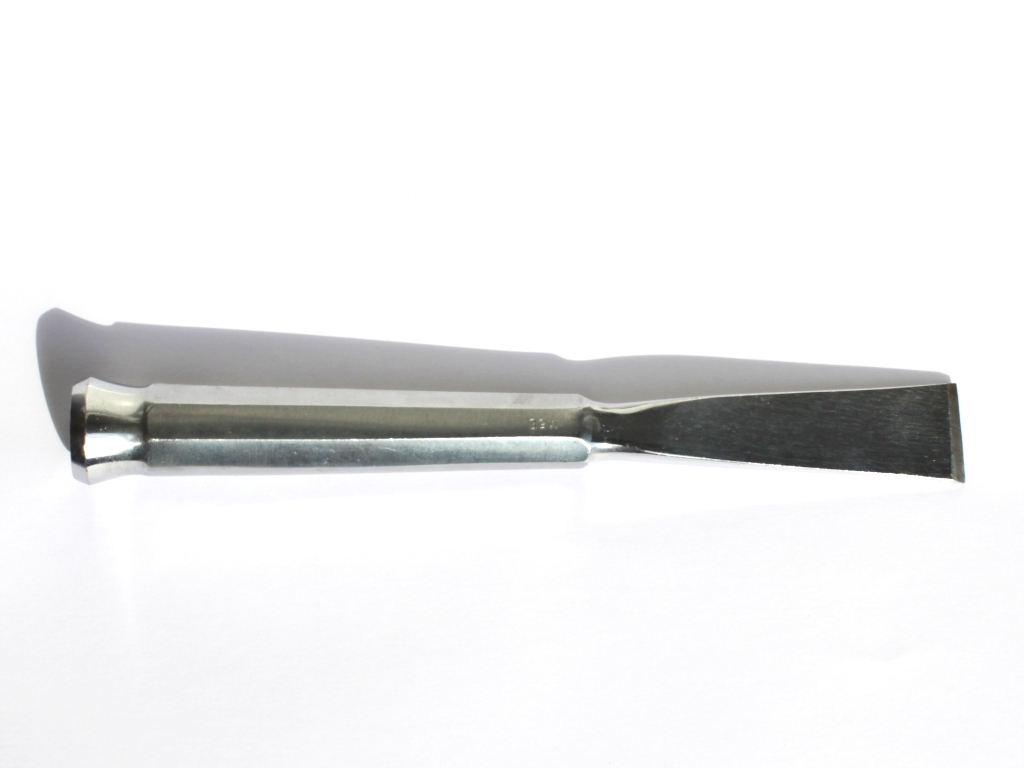
Burin de chirurgien avec manche hexagonal, 2012.
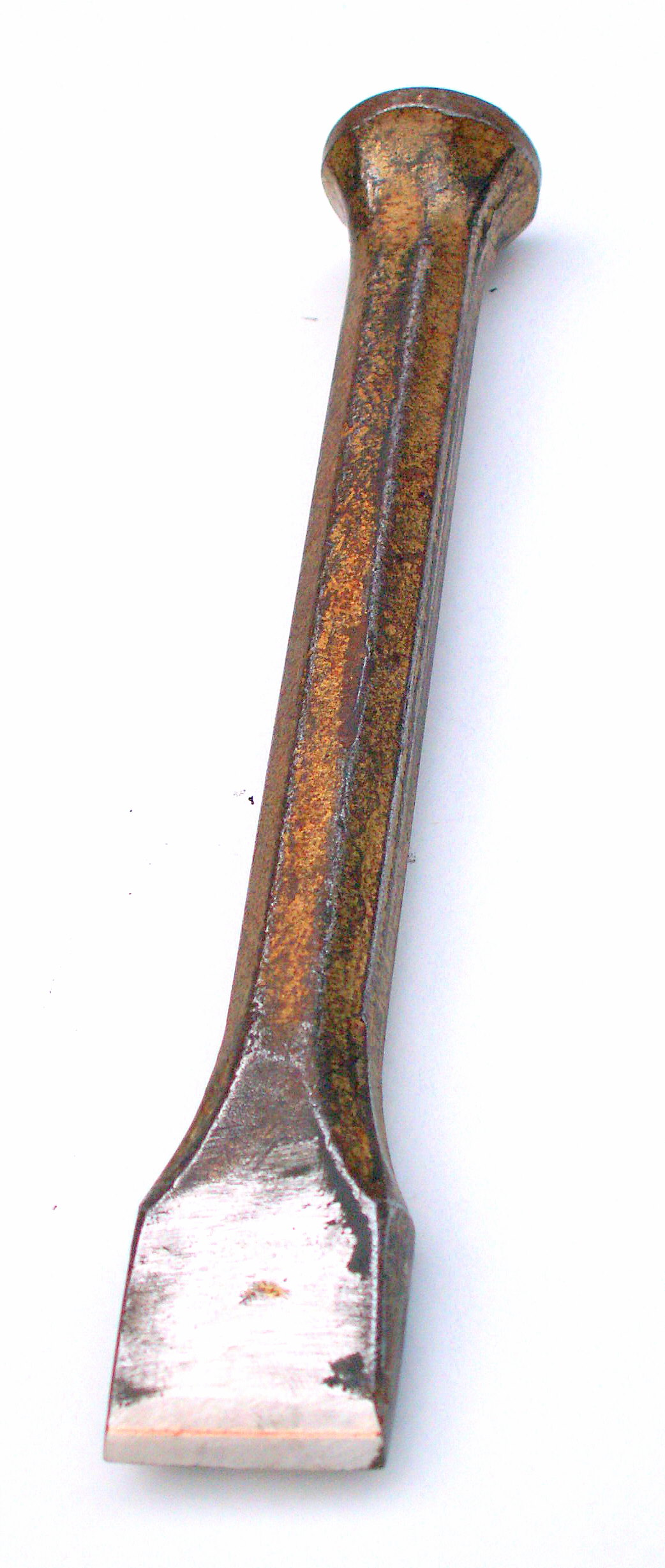
Burin à tranchant résistant en carbure de tungstène, de tailleur de pierre ou de sculpteur sur pierre, qui frappe sur sa tête avec un maillet.

Il existe dans le commerce, avec ou sans manche, différents burins plats, coudés, type ciseaux à carrelage, ronds ou nervuré à tête ronde, poinçons, pointus ou pic, octogonal, hexagonal, à tourner, sphérique rotatif, etc. voire des burins pneumatiques ou électriques. Le burin ou acier à burin désigne toujours des barres d'acier à coupe polygonale ou simplement plate à bouts ou chants ronds, des profils utilisés dans l'outillage ou la coutellerie. Plus perfectionné, il peut désigner associé une machine portative, une pièce de percussion ou forage spécifique à emmancher dans un perforateur ou burineur mécanique (à moteur électrique ou pneumatique) ou un marteau piqueur.